# Кузьминська (Верховське сільське поселення)
Ку́зьминська (рос. Кузьминская) — присілок у складі Тарногського району Вологодської області, Росія. Входить до складу Верховського сільського поселення.

## Населення
Населення — 27 осіб (2010; 49 у 2002).
Національний склад (станом на 2002 рік):
- росіяни — 98 %